# William René Shea
Pour les articles homonymes, voir William Shea et Shea.
William René Shea, né le 16 mai 1937 à Québec, est un historien des sciences canadien.

## Formation et carrière
Shea est diplômé de l'université de Cambridge et était à l'université Harvard, a enseigné à l'université d'Ottawa, l'université McGill et l'université de Strasbourg, et depuis 2003 en tant que Professeur titulaire de la chaire Cattedra Galileiana d'histoire des sciences à l'université de Padoue.
Il traite en particulier de Galilée et de la révolution scientifique au début de la période moderne.

## Prix et distinctions
Il est membre de la Société royale du Canada, de l'Académie royale des sciences de Suède et de l'Academia Europaea. Il a été président de l'Académie internationale d'histoire des sciences et de l'Union internationale d'histoire et de philosophie des sciences. En 1993, il a reçu la médaille Koyré, en 2015 la Médaille
Commandino.
Il a également présidé la Commission permanente des Humanités de la Fondation européenne pour la science.

## Publications
- Galileo’s Intellectual Revolution: middle period 1610-1632. Macmillan 1972
- Rédacteur en chef avec Maria Luisa Righini Bonelli: Reason, Experiment, and Mysticism in the Scientific Revolution. Publications d'histoire de la science, 1975 [3],[4],[5].
- avec John King-Farlow: Values and the Quality of Life. Science History Publications, 1976 [6].
- Éditeur: Basic Issues in the Philosophy of Science. Science History Publications, 1976
- Galileo’s Intellectual Revolution: Middle Period, 1610-1632. Publications d'histoire de la science, 1977 [7].
- Rédacteur en chef avec Mario Bunge Rutherford and Physics at the Turn of the Century. Publications d'histoire de la science, 1979
- Éditeur: Otto Hahn and the rise of nuclear physics. Springer, 1983
- Éditeur: Nature Mathematized: historical and philosophical case studies in classical modern natural philosophy. lire en ligne, Sold, 1983
- Éditeur: Revolutions in Science: Their Meaning and Relevance. Science History Publications, 1989
- Éditeur de Beat Sitter-Liver: Scientists and Their Responsibility. Watson pub. International, 1989 [8]
- Copernico, Galileo, Cartesio: aspetti della rivoluzione scientifica. Armando, 1989
- Rédacteur en chef avec Antonio Spadafora: Creativity in the Arts and Science. Science History Publications, 1990
- Publié par Trevor Harvey Levere Nature, Experiment, and the Sciences: essays on Galileo and the history of science. Kluwer, 1990 (contributions u. a. Stillman Drake)[9].
- Éditeur avec Marcello Pera: Persuading science. Science History Publications, 1991[10].
- Éditeur avec Antonio Spadafora: Interpreting the World: Science and Society. Science History Publications, 1992
- avec Marcello Pera, Pierluigi Barrotta: L’arte della persuasioe scientifica. Guerini e associati, 1992
- avec Enrico Bellone: Le scienze fisiche e astronomiche. Einaudi, 1992
- avec Carlo Pirovano: Storia delle scienze. Einaudi, 1992
- Galileo Galilei: An Astronomer at Work. Société canadienne d'histoire et de philosophie des sciences, 1993
- The Magic of Numbers and Motion: The Scientific Career of Rene Descartes. Science History Publications, 1991
- Éditeur: Energy Needs in the Year 2000: Ethical and Environmental Perspectives. Watson pub. International, 1994
- Copernico: un rivoluzionario prudente. Le Scienze, 2001
- Designing Experiments & Games of Chance: the unconventional science of Blaise Pascal lire en ligne. Science History Publications, 2003
- avec Mariano Artigas: Galileo in Rome: The Rise and Fall of a Troublesome Genius. Oxford University Press, 2003[11],[12].
- avec Mariano Artigas: Galileo Observed: Science and the Politics of Belief. Publications d'histoire de la science, 2006[13].
- Traducteur et éditeur: Sidereus nuncius de Galileo ou Un message sidéral. Science History Publications, 2009.
- Ce que Galilée dit à Milton, Liber, « Les Belles Lettres », Montréal, 2021, 99 pages.
- avec Yves Gingras, L'Ambassadeur de Galilée, Paris, Les Belles Lettres, 298 p., 2025  (ISBN 9782251457321)